# Milan Bjegojević
Milan Bjegojević, (en serbe : Милан Бјегојевић), né le 9 août 1928, à Prnjavor, dans le Royaume des Serbes, Croates et Slovènes et décédé le 2 octobre 2003, à Belgrade, dans la communauté d'États Serbie-et-Monténégro, est un ancien joueur et entraîneur yougoslave de basket-ball.

## Palmarès
Joueur
- Champion de Yougoslavie 1946, 1947, 1948, 1949, 1950, 1951, 1952, 1953, 1954, 1955

Entraîneur
- Champion de Yougoslavie 1969